# Крупенникова, Екатерина Евгеньевна
Екатери́на Евге́ньевна Крупе́нникова (укр. Катерина Євгенівна Крупєннікова; 15 февраля 1940, Ленинград, РСФСР, ныне Санкт-Петербург, Россия — 25 июня 2021, Лос-Анджелес, США) — советская российская и украинская актриса театра и кино, дубляжа. Заслуженная артистка УССР (1973).

## Биография
Потеряла родителей в Великую Отечественную войну. Мама умерла в блокаду Ленинграда, и маленькая Катя была эвакуирована с детским домом, но эшелон попал к немцам. В 1942—1944 годах была малолетней узницей Саласпилсского концлагеря и значилась там в списках под именем Китти Крупенина. После освобождения проживала в Риге в приёмной семье. В восстановленном свидетельстве о рождении была записана как Екатерина Евгеньевна Крупенникова, получив своё отчество от имени опекуна. После окончания рижской средней школы уехала в Москву поступать в театральное училище. В 1964 году с красным дипломом окончила Театральное училище имени Б. В. Щукина (курс Анны Орочко). 
В 1964—1966 годах — актриса Московского театра имени Ленинского комсомола (худ. руководитель Анатолий Эфрос). С 1966 года — актриса Киевской киностудии имени А. П. Довженко и актриса дубляжа. Начала сниматься в кино с 1963 года («Когда казаки плачут»). 
Избиралась председателем секции киноактёров Союза кинематографистов Украины (СК УССР), также была членом «Всесоюзной комиссии киноактёра» СК СССР. В 1998 году завершила актёрскую карьеру.
С 2000 года жила в Лос-Анджелесе. Умерла 25 июня 2021 года.

## Семья
Муж — Владимир Давыдов (1924—1987), кинооператор Киевской киностудии имени А. П. Довженко. В разводе. Эмигрировал в 1976 году в США. Умер в Лос-Анджелесе от инфаркта.
- Сын — Кирилл Владимирович Давыдов (род. 30 мая 1966), кинооператор, живёт и работает в США.
  - Две внучки — Николь-Анастасия (род. 2009) и Софья (род. 2014).

## Избранная фильмография

### Актриса
- 1963 — Когда казаки плачут (к/м)
- 1965 — Хочу верить — Людмила Зайковская / Маша
- 1966 — Два года над пропастью — Евгения Бремер
- 1966 — В город пришла беда (ТВ)
- 1967 — Кто умрёт сегодня (к/м)
- 1968 — Карантин — Оксана, невеста Игоря, скульптор
- 1969 — Та самая ночь — Лида
- 1970 — Семья Коцюбинских — Софья Соколовская
- 1970 — Мир хижинам, война дворцам (мини-сериал) — Леся
- 1971 — Инспектор уголовного розыска — Кира Миронова, эксперт-криминалист
- 1971 — Нина — Анна Федоровна
- 1971 — Ни дня без приключений (ТВ) — мать
- 1972 — Лавры — Зинаида
- 1972 — Здесь нам жить — Клавдия
- 1972 — Случайный адрес — мать Женьки
- 1973 — Будни уголовного розыска — Кира Миронова, эксперт-криминалист
- 1974 — 1977 — Рождённая революцией (сериал) — Виктория Красовская
- 1974 — Следую своим курсом — Маша
- 1975 — Красный петух плимутрок (ТВ)
- 1976 — Небо-земля-небо — Розалия Викторовна
- 1977 — Родные (ТВ) — Чумакова
- 1977 — Гармония — врач
- 1978 — За всё в ответе (ТВ) — певица в ресторане
- 1979 — Забудьте слово «смерть» — Екатерина
- 1979 — Казаки-разбойники
- 1979 — Шкура белого медведя — Ольга Кузьминична
- 1979 — Киевские встречи (В последние дни лета) — Майя
- 1981 — Житие святых сестёр — Секлетея
- 1982 — Если враг не сдаётся… — Лебедева
- 1984 — Ускорение — Криста (мини-сериал)
- 1985 — Мы обвиняем — дипломат
- 1985 — По зову сердца
- 1991 — Имитатор
- 1991 — Бухта смерти — Рита
- 1992 — Игра всерьёз
- 1993 — Стамбульский транзит — девка
- 1998 — Тупик — соседка Ивана Петровича Тимощука

### Актриса дубляжа
- 1966 — Цветок и камень / Phool Aur Patthar — Рита (Шашикала)
- 1971 — Слоны — мои друзья / Haathi Mere Saathi
- 1971 — н. в. — Телефон полиции — 110 / Polizeiruf 110 (сериал) — лейтенант Вера Арндт (роль Зигрид Гёлер)
- 1972 — Ловкость рук, Ваше Величество! / Die gestohlene Schlacht — Катька (роль Марии Мальковой)
- 1972 — Любимый Раджа / Raja Jani — Шанно (роль Хемы Малини)
- 1972 — Танцовщица / Umrao Jan Ada
- 1976 — Два незнакомца / Do Anjaane
- 1976 — Король джунглей / Maa — Нимми Дас (роль Хемы Малини)
- 1979 — Прости, Аруна / Manzil — миссис Косла (роль Урмилы Бхатт)
- 1979 — Твоя любовь / Hum Tere Ashiq Hain
- 1981 — Призрачное счастье / Baseraa
- 1981 — Тайна Карпатского замка / Tajemství hradu v Karpatech
- 1983 — Фотография в свадебном альбоме / Sagara Sangamam
- 1983 — Правосудия! / Mujhe Insaaf Chahiye — Шакунтала (Рекха)
- 1984 — Подменённая королева / Die vertauschte Königin
- 1984 — Вчера / Yesterday
- 1984 — Ложная клятва / Munthanai Mudichu
- 1985 — Вверх тормашками / Ulta Seedha
- 1986 — Один момент / Ek Pal
- 1987 — Гита из Ситапура / Sitapur Ki Geeta
- 1988 — Храм любви / Pyar Ka Mandir — Radha Bhooljanewala (Мадхави)

## Награды
- 1973 — Заслуженная артистка Украинской ССР